# Мандельштам, Роза Семёновна
Роза Семёновна Мандельштам (урождённая Шарф; 17 [29] ноября 1875, Ростов-на-Дону, Екатеринославская губерния — 17 июня 1953, Москва) — российский и советский учёный-библиограф.

## Биография
Родилась в 1875 году в Ростове-на-Дону в обеспеченной еврейской семь, отец был аптекарем. Проживала сперва в родном городе, затем в Саратове, примерно с 1922 года — в Москве. Окончила Ростовскую женскую гимназию (в Ростове-на-Дону). Первоначально занималась преподаванием, в дальнейшем сосредоточилась на библиографии. После Октябрьской революции Роза Семёновна Мандельштам, которой в то время было уже больше 40 лет, стала одним из немногих квалифицированных библиографов, активно поддержавших новую власть.
В 1920-е годы ею были изданы первые в Советской России академические работы по библиографии, написанные с марксистских позиций, среди которых:
- «Художественная литература в оценке русской марксистской критики» (впервые издана в 1921 году в Саратове, к 1928 году выдержала уже четыре издания)
- «Рабоче-крестьянские писатели» (указатель; совместно с В. Л. Львовым-Рогачевским, 1926)
- «Марксистское искусствоведение» (1929)

В те же годы статьи Р. С. Мандельштам активно печатались в ведущих советских журналах: «Вестник книги», «Современник», «Каторга и ссылка», «Вестник Коммунистической академии», «Печать и революция» и др.
В 1922—1930 (1931?) являлась сотрудником Государственной академии художественных наук (ГАХН), которая располагалась в здании бывшей Поливановской гимназии на улице Пречистинке в Москве.
Работы Розы Семёновны Мандельштам были заметным явлением в научной и культурной жизни 1920-х годов. Биографические статьи о ней были включены в Литературную энциклопедию (1929—1939) и Био-библиографический словарь русских писателей XX века (1928).
Однако уже в это время авторы, например, Литературной энциклопедии, отмечая важное значение научного вклада Мандельштам, критиковали её за «неразборчивость» в вопросе, кого из писателей «можно считать» марксистами.
В 1930-е годы, в связи с изменением «генеральной линии партии» популярность и значение работ, изданных Р. С. Мандельштам в 1920-е годы постепенно сошли на нет. Правда, в 1942 году, после большого перерыва, на фоне событий Второй мировой войны она опубликовала работу: «Войны русского народа. 1558—1878 гг. Библиографический указатель воспоминаний, дневников и писем, вышедших до 1917 года на русском языке», где, впервые среди всех работ Мандельштам, речь шла не о марксистах и пролетариях, но о литературно-мемуарном и эпистолярном наследии царских генералов.
Р. С. Мандельштам скончалась в 1953 году в Москве, некоторые связанные с ней материалы хранятся в РГБ (согласно данным советского периода, ф. 695, 6 карт., 1930—1950-е гг.). Многие из работ Р. С. Мандельштам, в особенности, позднего периода, остались неопубликованными.

## Семья
- Дочь — Лидия Сергеевна (Соломоновна) Мандельштам (1896—1973) — учёный-библиограф, в некоторых поздних работах — соавтор матери.
- Муж — Соломон Мандельштам (?—?).

## Избранные работы[4][5]
- Революционное движение в России XVII—XX в.в.: Систематический указатель литературы, вышедшей в 1924 г. / Сост. Б. П. Козьмин и Р. С. Мандельштам; [Всесоюзное о-во полит. каторжан и ссыльно-поселенцев]. — М., 1925. — 76 с. Прил. к журн.: Каторга и ссылка. 1925. N5(18) —7(20).
- Революционное движение в России XVII—XX в.в.: Систематический указатель литературы, вышедшей в 1925 г. / Мандельштам, Р. С. — М., 1927. Прил. к журн.: Каторга и ссылка за 1927 г. № 1(30)-28(57).
- Революционное движение в России XVII—XX в.в.: Систематический указатель литературы, вышедшей в 1926 г. / Мандельштам, Р. С. — М., 1928. Прил. к журн.: Каторга и ссылка за 1928, № 8/9(45/46) —11(48).
- Революционное движение в России XVII—XX в.в.: Систематический указатель литературы, вышедшей в 1927—28 г.г. / Мандельштам, Р. С. — [М.], [1929]. Прил. к журн.: Каторга и ссылка за 1929 г., № 5(54) —8/9(57/58).
- Революционное движение в России XVII—XX в.в.: Систематический указатель литературы, вышедшей в 1929-1931 г.г. / Мандельштам, Р. С. — М., 1933. Прил. к журн.: Каторга и ссылка за 1933 г., № 1(38) —2(99).
- Рабоче-крестьянские писатели: Библиографический указ. / Сост. В. В. [!] Львов-Рогачевский и Р. С. Мандельштам ; Государственная академия художественных наук. Ком. выставки рев. литературы. — М. ; Л. : Моск. акц. изд. о-во, 1926.
- Библиография Радищева / [Отв. ред.: Н. Пиксанов]. — [М., 1926]. — С.282—301, 312—334, 339—349 ; Авт. указан в предисл. — Отт. из: Вестник Коммунистической академии. 1925. Кн.13; 1926. Кн.14—15.
- Книги А. В. Луначарского: Библиографический указатель 1875 24/XI 1925 / Сост. Р. С. Мандельштам ; Ред. [и предисл.] Н. К. Пиксанова; Государственная академия художественных наук. Библиогр. отд. — Л. ; М. : Academia, 1926. — 54 с. На обл. авт. не указан. — Напеч. в Ленинграде.
- Художественная литература в русской марксистской критике: Библиографический указатель / Сост. Р. С. Мандельштам ; Ред. и предисл. Н. К. Пиксанова. — [Саратов]: Гос. изд. Сарат. отд., 1921. — 32 с.
- Марксистское искусствоведение: Библиографический указатель литературы на русском языке / Составила Р. С. Мандельштам ; Редакция Н. К. Пиксанова. — Москва; Ленинград: Гос. изд-во, 1929 (Москва : 1-я Образцовая тип.). — 126 с. На обл. дата: 1930.
- Пролетариат, фабрики и заводы царской России и СССР в художественной литературе / Составили Р. С. и Л. С. Мандельштам. — [Москва] : Б. и., [1933]. — С. 127—144. В кн.: История заводов. М., 1933. Вып. 7. С. 127—144.
- Войны русского народа. 1558—1878 гг.: Библиографический указатель воспоминаний, дневников и писем, вышедших до 1917 г. на рус. яз. / Сост. Р. С. Мандельштам и Л. С. Мандельштам; Ред. д-р ист. наук Б. П. Козьмин; Всесоюзная книжная палата. — Москва : Б. и., 1942. — 58 с.